# Signor Rossi söker lyckan
Signor Rossi söker lyckan ('Il signor Rossi cerca la felicità') är en italiensk animerad film från 1976, baserad på kort filmer Herr Rossi skapad av Bruno Bozzetto.

## Utgivning
Filmen släpptes i Europa och hade stor framgång, särskilt i Västtyskland 1976 och i Spanien 1983.
| Internationella publiceringsdatum | Internationella publiceringsdatum | Internationella publiceringsdatum |
| Land                              | Filmtitel                         | Datum                             |
| --------------------------------- | --------------------------------- | --------------------------------- |
| Italien                           | Il Signor Rossi cerca la felicità | 25 november 1976                  |
| Storbritannien                    | Mr. Rossi Looks For Happiness     | 1976                              |
| USA                               | Mr. Rossi Looks For Happiness     | ?                                 |
| Frankrike                         | Monsieur Rossi cherche le bonheur | 1976                              |
| Tyskland                          | Herr Rossi sucht das Glück        | 4 marzo 1976                      |
| Spanien                           | El señor Rossi busca la felicidad | 1983                              |
| Argentina                         | El señor Rossi busca la felicidad | ?                                 |
| Kanada franska                    | M. Rossi et le sifflet magique    | ?                                 |
| Danmark                           | Hr. Rossi søger lykke             | ?                                 |
| Nederländerna                     | De heer Rossi zoekt geluk         | ?                                 |
| Portugal                          | O Sr. Rossi procura a felicidade  | ?                                 |
| Brasilien                         | O Sr. Rossi procura a felicidade  | ?                                 |
| Azerbajdzjan                      | Mister Rossi xoşbəxtlik axtarır   | ?                                 |
| Turkiet                           | Bay Rossi Mutluluk Arıyor         | ?                                 |
| Sverige                           | Signor Rossi söker lyckan         | ?                                 |
| Finland                           | Herra Rossi onnea etsimässä       | ?                                 |
| Iran                              | ایجاد آقای رُوسی دنبال شادی می‌گردد | ?                                 |

## Skådespelare

### Originalversionen
| Carlo Romano     | Herr Rossi     |
| Gianfranco Mauri | Gastone        |
| Grazia Pivetti   | Fe             |
| Carlo Bonomi     | Allt rollfigur |